# Gergely Béla
Gergely Béla (született Gertheisz Béla, Temesvár, 1921. április 15. – Kolozsvár, 1943. május 5.) erdélyi magyar nyelvész.

## Élete és munkássága
Középiskolai tanulmányait a Temesvári Piarista Gimnáziumban végezte, ahol 1940-ben érettségizett. Ezt követően a Kolozsvári Magyar Királyi Ferenc József Tudományegyetem bölcsészettudományi karára került, ahol Szabó T. Attila tanítványa lett.
1941 nyarán összegyűjtötte és nyomtatás alá rendezte mintegy 20 kalotaszegi település helynévanyagát, melynek egy része Kisbács helynevei (Kolozsvár, 1942) címen jelent meg, fennmaradó része pedig Szabó T. Attila Kalotaszeg helynevei I. című munkájában (Kolozsvár, 1942). Részt vett az Erdélyi Tudományos Intézet Borsa-völgyi kutatómunkájában, melynek keretében 1942-ben összegyűjtötte a völgy 16 faluja, majd a Kis-Szamos bal partjának a Borsa-völgytől Szamosújvárig terjedő részén is 30 község helyneveit.

## Művei
Cikkei a debreceni Magyar Népnyelv és az Erdélyi Múzeum című folyóiratokban jelentek meg. Életében megjelent könyvei:
- Gergely Béla: Kisbács helynevei (Kolozsvár, 1942)
- Gergely Béla–Szabó T. Attila: Kalotaszeg helynevei (Kolozsvár, 1942)
- Gergely Béla: Kalotaszeg névutós helynevei (Kolozsvár, 1943)[5]

Helynévgyűjtésének fennmaradó anyagát halála után adta ki Szabó T. Attila saját gyűjtésű történeti adataival együtt a következő kötetekben:
- Gergely Béla–Szabó T. Attila: A szolnokdobokai Tőki völgy helynevei (Erdélyi Tudományos Füzetek 193., Kolozsvár, 1945, az Erdélyi Múzeum-Egyesület kiadása ,
- Szabó T. Attila–Gergely Béla: A kolozsmegyei Borsavölgy helynevei (Erdélyi Tudományos Intézet, Kolozsvár, 1945 ),
- Gergely Béla–Szabó T. Attila: A Dobokai völgy helynevei (ETI évkönyve 1944. Kolozsvár, 1946).[1][2][5]